# Tricholochmaea ribicola
Tricholochmaea ribicola är en skalbaggsart som först beskrevs av Brown 1938.  Tricholochmaea ribicola ingår i släktet Tricholochmaea och familjen bladbaggar.

## Underarter
Arten delas in i följande underarter:
- T. r. ribicola
- T. r. confusa